# Програмоване навчання
Програмоване навчання - один з різновидів навчання людини, особливістю якого є те що воно відбувається за заздалегідь складеною програмою, яка може виконувати деякі функції викладача. Серед його переваг - збільшення швидкості і якості навчання за рахунок персоналізації, збільшення частоти обміну інформацією з навчуваним, а також можливість дослідження цього процесу, за рахунок стандартизації педагогічних експериментів.
Засобами реалізації програмованого навчання є навчальні машини і програмовані підручники. 

## Історія
Вважають що програмоване навчання зародилось в 1927, коли Сідні Л. Прессі вперше використав автоматичні пристрої для перевірки відповідей учнів на запитання. Зокрема, він побудував пристрій, який давав учню наступне запитання лише після правильної відповіді на попереднє. Ідеї Прессі були використані його послідовниками у 1930-40-вих роках, які розробляли тренажери для військових спеціалістів і персоналу різних технічних пристроїв.
Загальновідомим програмоване навчання стало наприкінці 50-тих років, завдяки працям психологів Берреса Фредеріка Скіннера, та Нормана Краудера.
У навчаючих програмах Скіннера, учню пропонується записати відповідь на запитання у спеціально виділеному місці, а тоді звірити її з правильною відповіддю у наступній порції. Такі програми назвали лінійними. 
Краудер започаткував інший напрям програмованого навчання - розгалужене. Коли навчуваний обирає неправильний варіант відповіді на питання, він переходить до порції що містить пояснення помилки, таким чином програма розгалужується.

## Реалізація
Програмоване навчання зазвичай реалізують за таким планом:
1. Збирають навчальні матеріали.
2. Описують мету навчання, і засоби якими можна виміряти досягнення цієї мети тим хто навчається.
3. Навчальні матеріали розбивають на розділи, які закінчуються контрольними питаннями, завданнями та вказівками учню що йому робити далі (їх називають порціями навчального матеріалу)
4. Від учня вимагають відповідей на запитання чи виконання задач, одразу повідомляють чи правильно він відповів, і видають порції навчального матеріалу з поясненнями помилок.
5. Забезпечують індивідуальну роботу в зручному для учня темпі.
6. Ефективну навчальну програму зазвичай розробляють багато разів перевіряючи її на тих кого екзаменують.

Часто також розробляють тест рівня початкової підготовки, який передує програмі навчання.

## Види
Розрізняють такі програми:
- лінійна — послідовно змінюються невеликі блоки навчальної інформації з контрольними завданнями.
- розгалужена — представляє додаткову навчальну інформацію, яка дозволяє виконати контрольне завдання, дати правильну відповідь і отримати новий блок навчальної інформації.
- адаптивна — надає можливість самостійно вибирати рівень складності нового навчального матеріалу, змінювати його в міру засвоєння і звертатися до електронних довідників, словників, посібників.
- комбінована — містить у собі фрагменти лінійного, розгалуженого, адаптивного програмування.

### Блочне навчання
Блочне навчання здійснюється на основі гнучкої програми, що забезпечує можливість виконувати різноманітні інтелектуальні операції і використовувати придбані знання при вирішенні навчальних завдань. Виділяють такі блоки:
- інформаційний блок;
- тестово-інформаційний (перевірка засвоєного);
- корекційно-інформаційний;
- проблемний блок;
- блок перевірки та корекції.

### Модульне навчання
Модульне навчання при якій учень працює з навчальною програмою, складеною з модулів. Технологія модульного навчання є одним з напрямків індивідуалізованого навчання, що дозволяє здійснювати самонавчання, регулювати не тільки темп роботи, але і зміст навчального матеріалу.
Об'єднання ідей модулів з технологією проблемного навчання дає гнучку технологію проблемно-модульного навчання.